# يونغدونغ (محافظة)
محافظة يونغدونغ (يونغدونغ غون) هي محافظة في مقاطعة تشنغتشونغ الشمالية، كوريا الجنوبية.